# کاخ سلطنتی آمستردام
کاخ سلطنتی آمستردام (هلندی: Koninklijk Paleis Amsterdam) یک کاخ در شهر آمستردام، هلند است.
این کاخ در سال ۱۶۴۸ شروع به ساخت و در ۱۶۵۵ میلادی تأسیس شده، این بنا سیتی‌هال و مرکز قدرت پادشاهی هلند در شهر آمستردام بوده‌است.

## نگارخانه

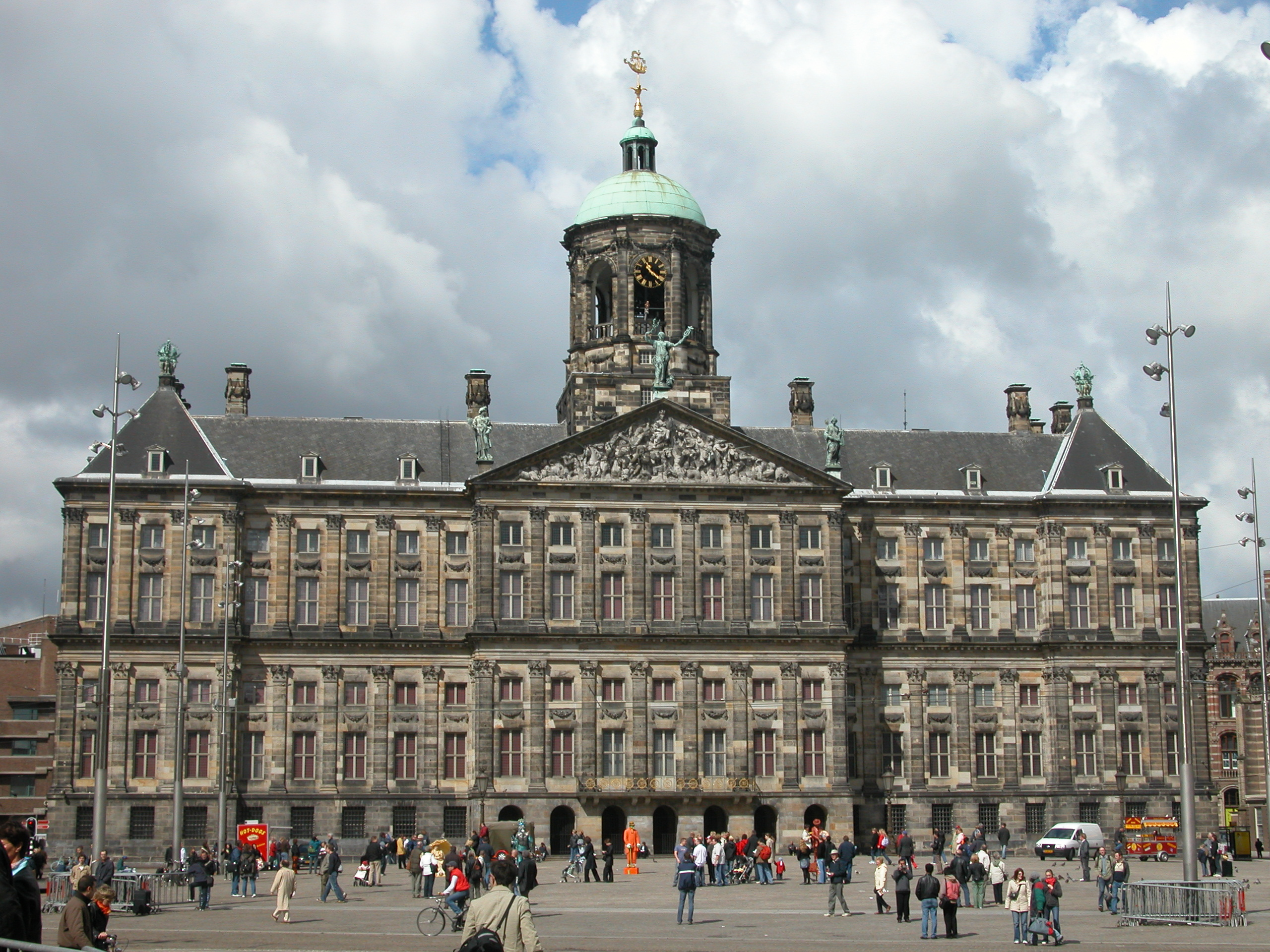
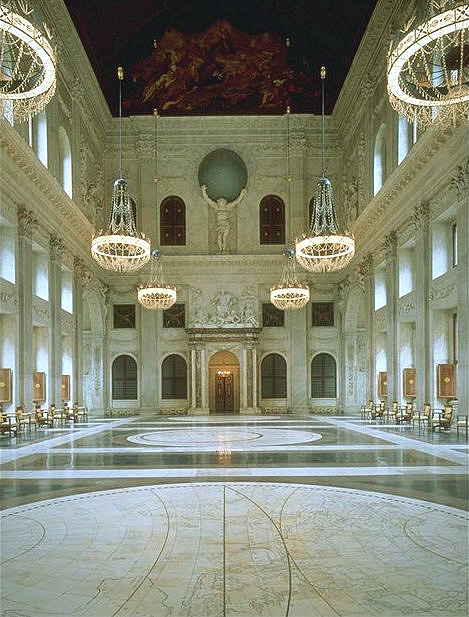
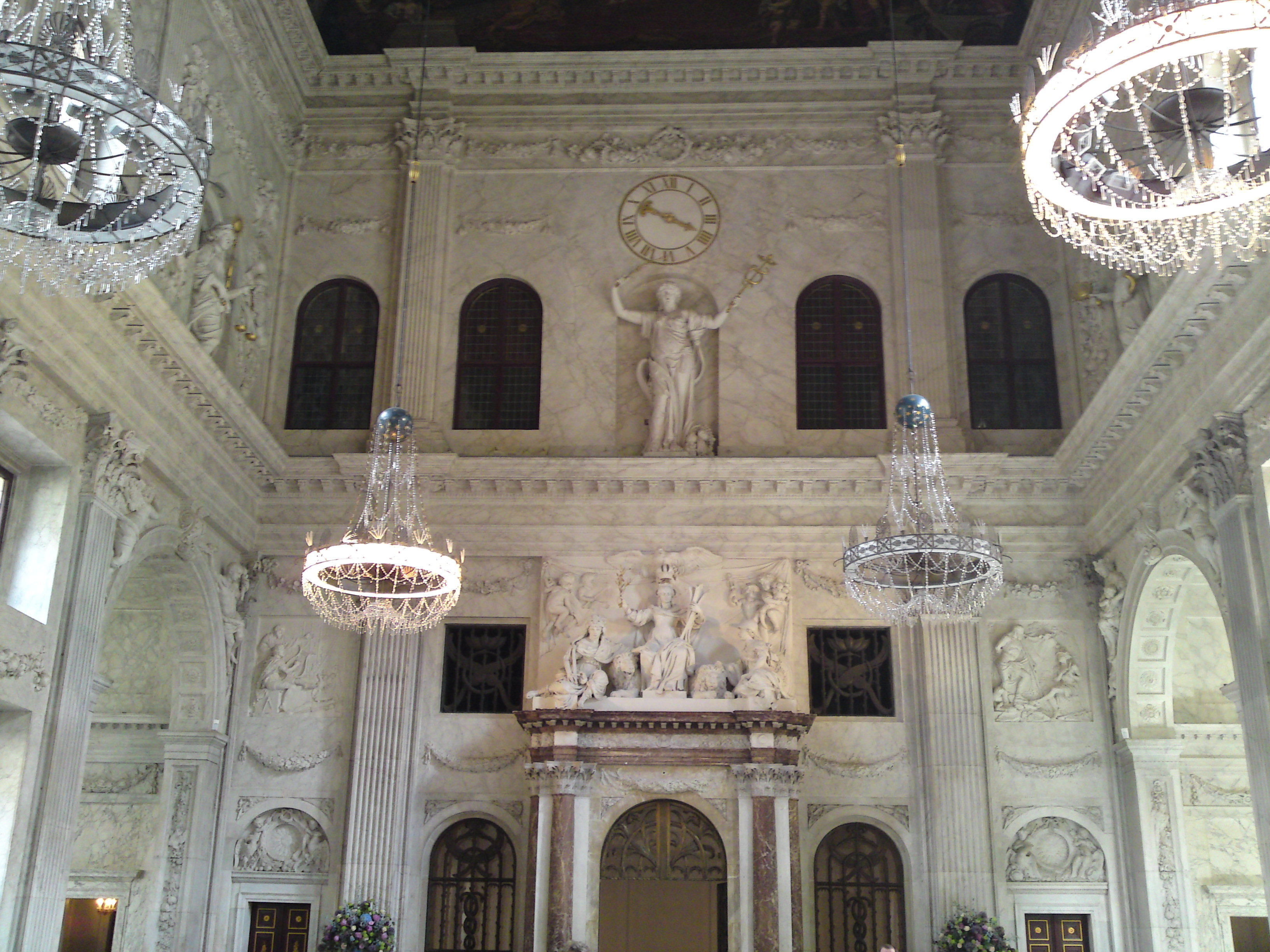
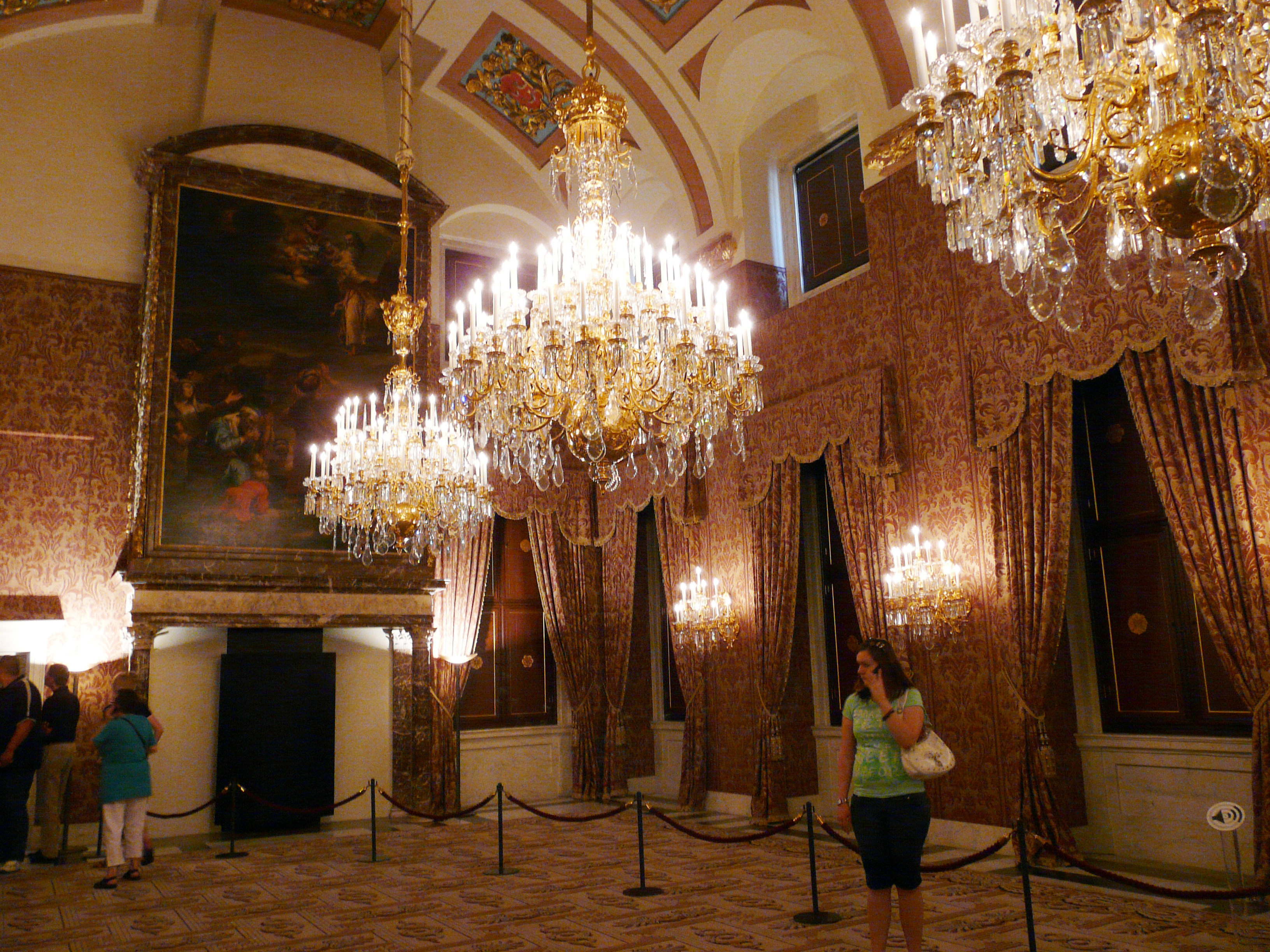
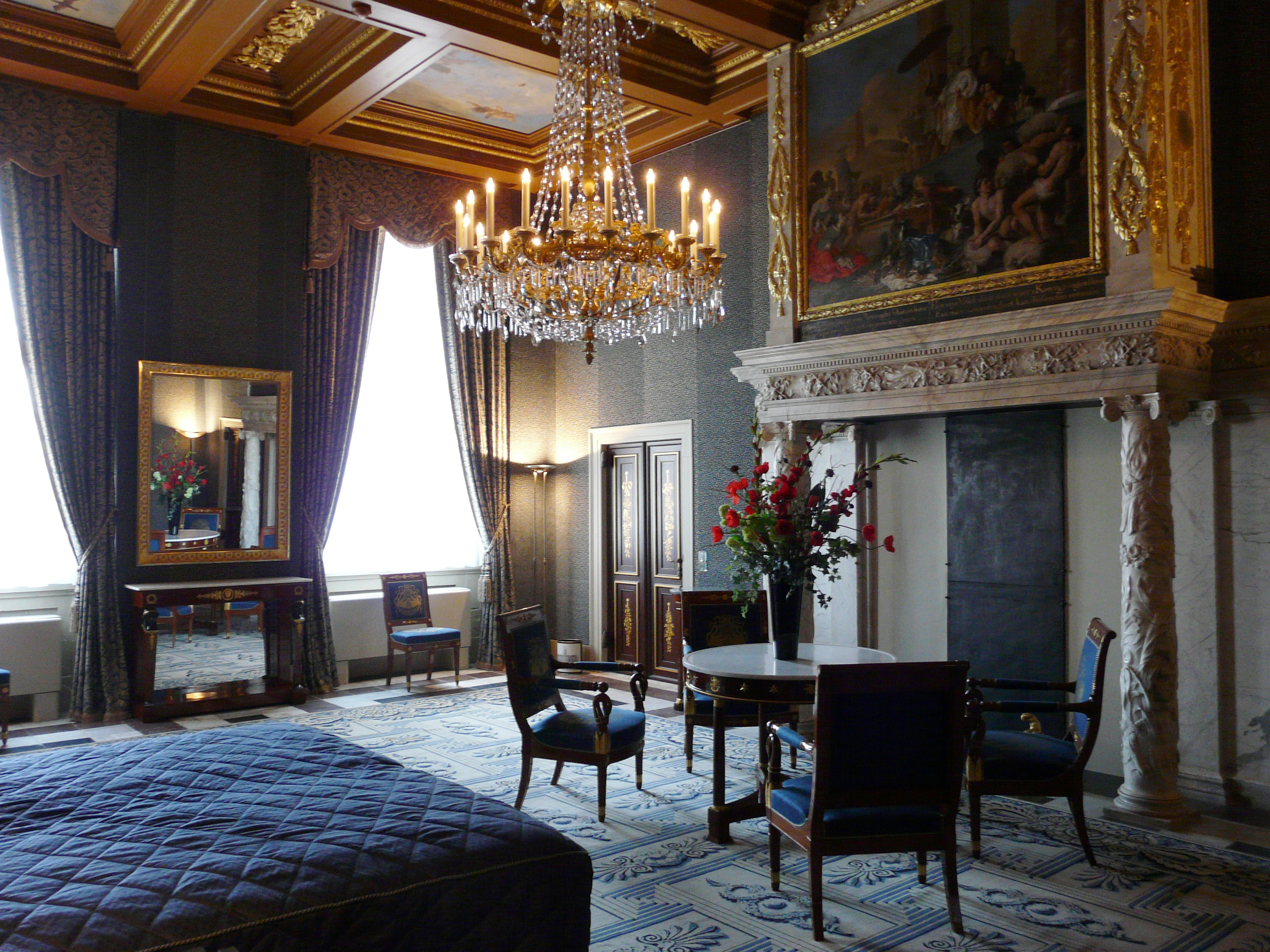
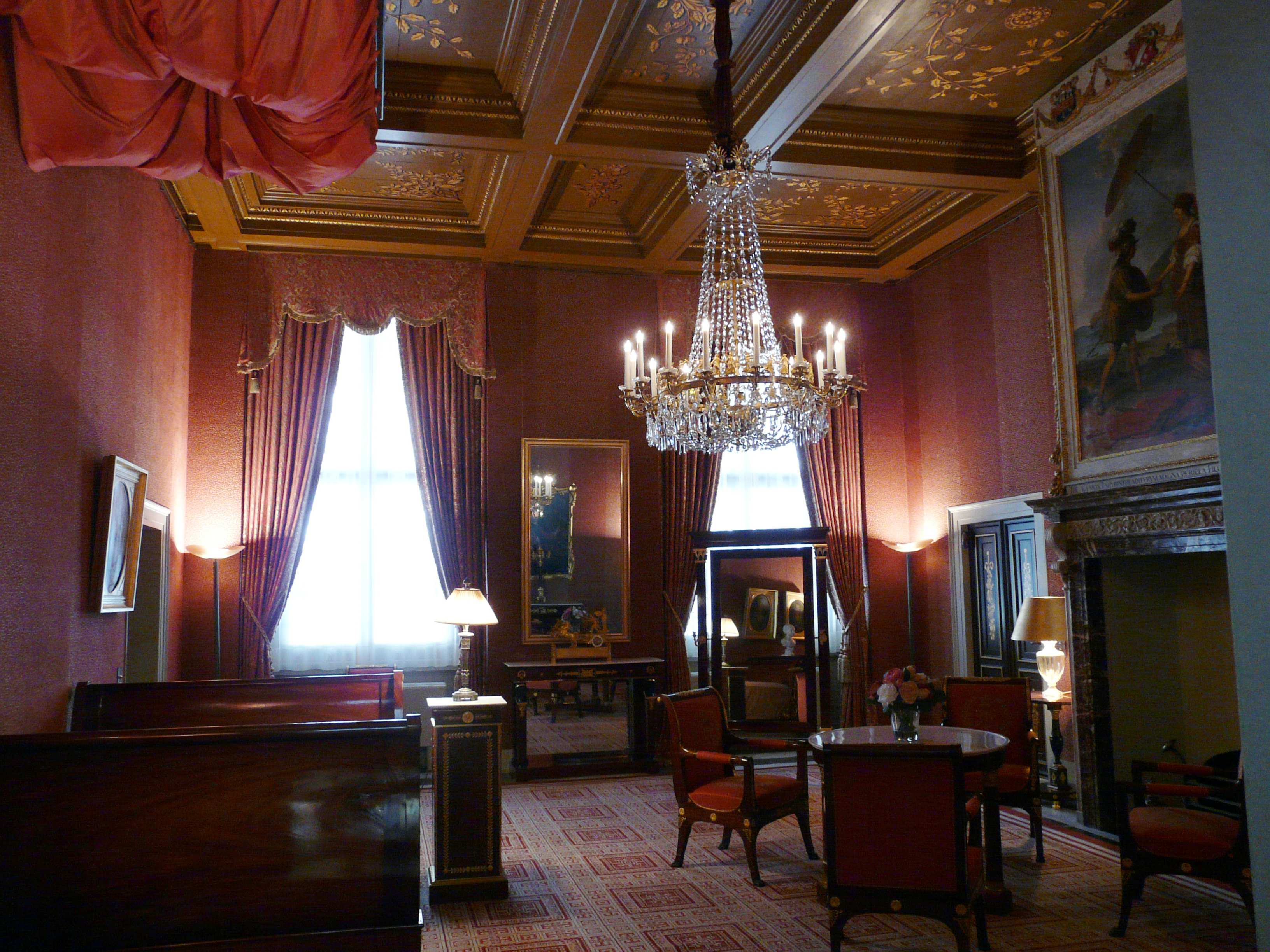
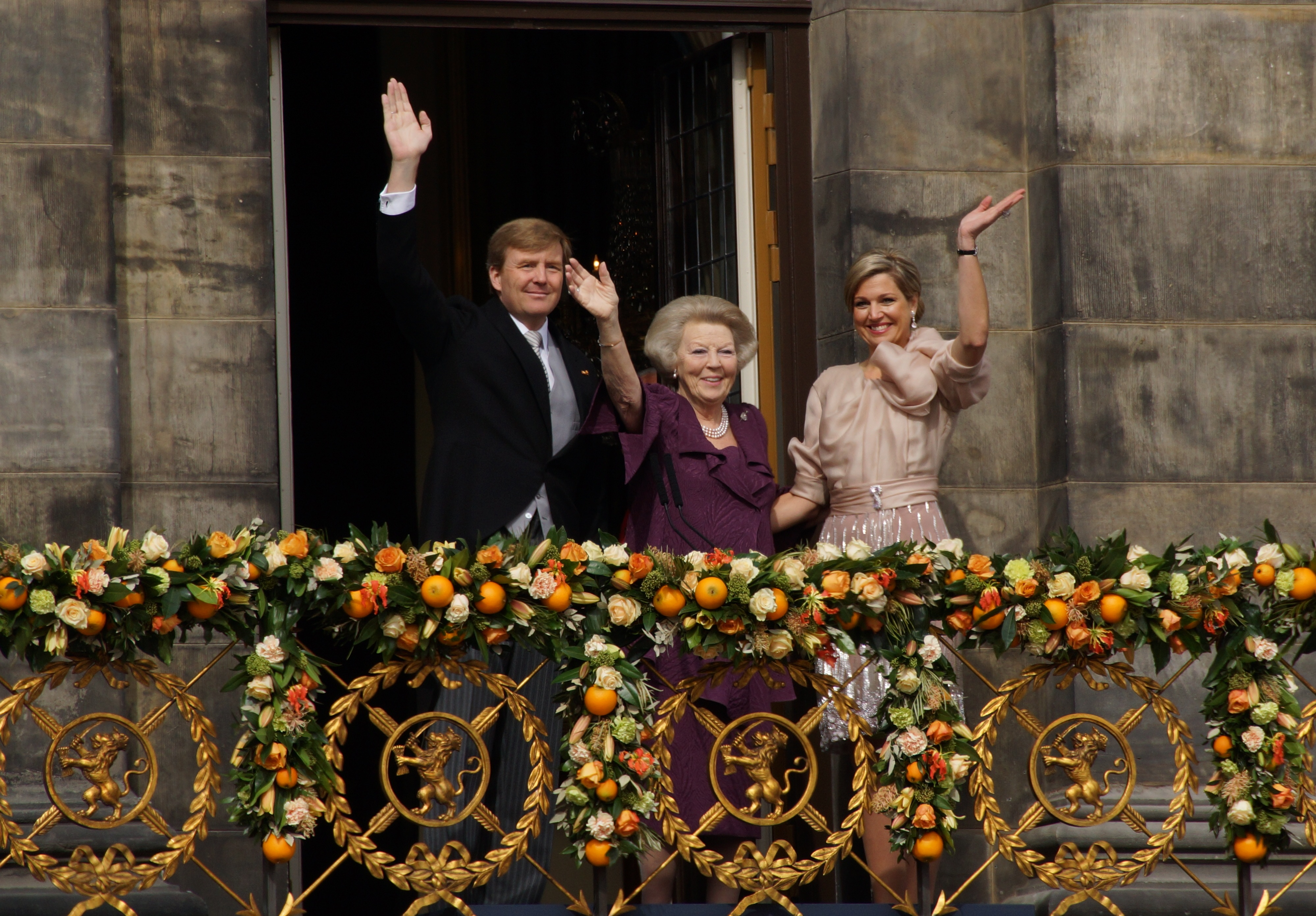